# Arquitectura mameluca

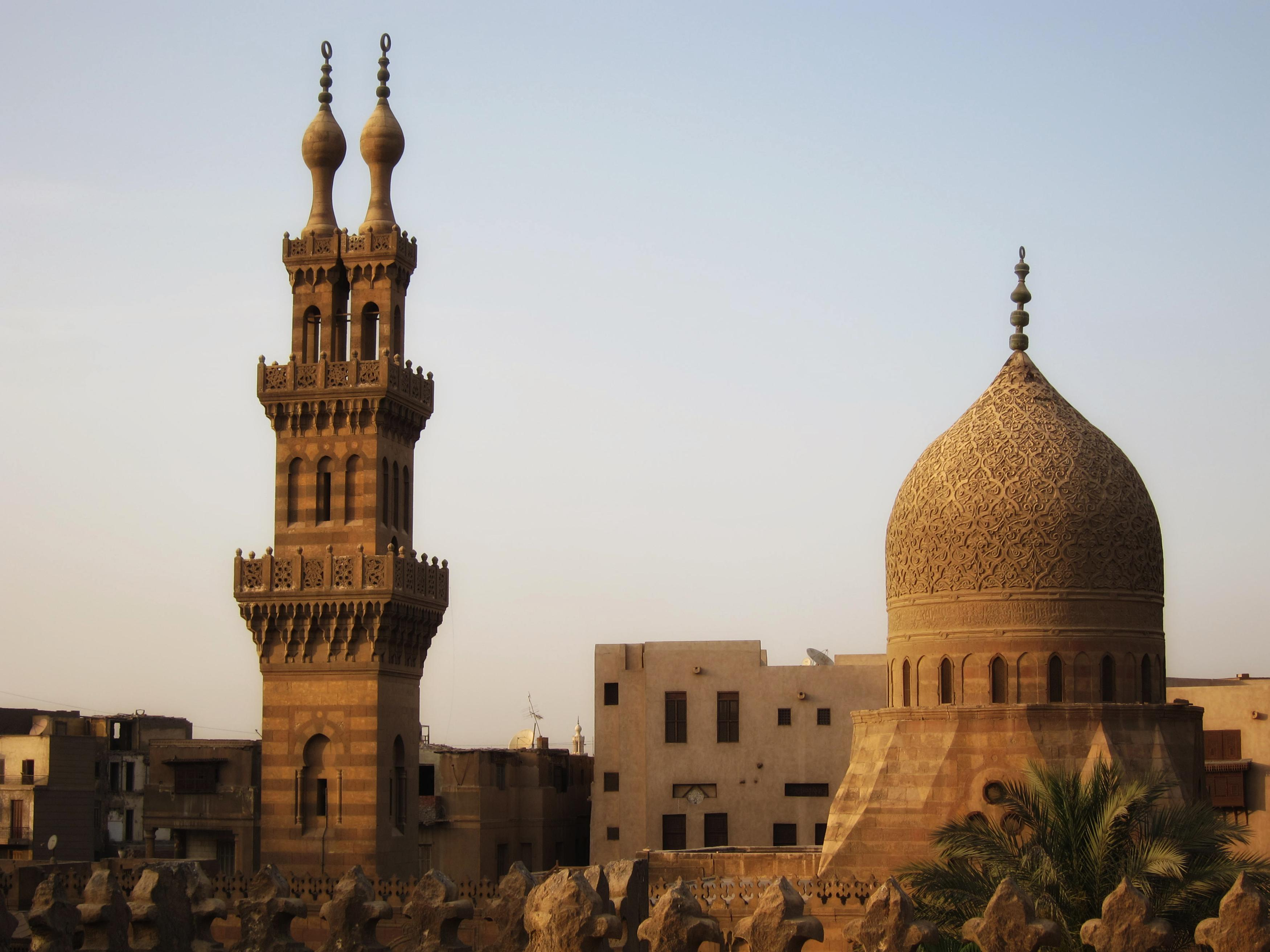
Minaret de la Mesquita d'al-Maridani al Caire, Egipte.

L'arquitectura mameluca fou l'estil d'arquitectura islàmica propi del Soldanat Mameluc (1250–1517), desenvolupat especialment al Caire. El fervor religiós convertia els governants mamelucs en patrons generosos de l'art i l'arquitectura. Aquesta estava fortament influenciada per l'arquitectura de l'antic Egipte i l'arquitectura copta. El comerç i l'agricultura es van desenvolupar sota el regnat mameluc i el Caire, la seva capital, es va convertir en una de les ciutats més riques de l'Orient Pròxim i en el centre d'una forta activitat artística i intel·lectual. Això va fer del Caire, segons Ibn Khaldun, «el centre de l'univers i el jardí del món,» amb cúpules funeràries majestuoses, patis i minarets escampats per la ciutat, que es respectaven com a símbols de commemoració i culte.
La història mameluca es divideix en dos períodes basats en les línies dinàstiques: els mamelucs de la dinastia bahrita, d'origen kiptxak del sud de Rússia (1250–1382), i els de la dinastia burjita, d'origen circassià (1382–1517).
Durant l'època bahrita es van definir l'art i l'arquitectura de tot el període mameluc. Les arts decoratives mameluques, especialment el vidre esmaltat i daurat, les incrustacions de metalls, l'ebenisteria i les peces tèxtils, eren preuades a tot el Mediterrani i a Europa, on van tenir un impacte profund en la producció local. Un exemple d'aquest fet es troba en la influència de la cristalleria mameluca en el vidre venecià. A la segona meitat del segle xv, les arts van prosperar sota el patronatge de Qàït-bay (1468–1496). Durant el seu regnat, es van restaurar bona part dels santuaris de la Meca i Medina.